# Jonas Petras Kenstavičius
Jonas Petras Kenstavičius (* 1927 in Liaudginai, Wolost Batakiai, Bezirk Tauragė; † 27. April 2008) war ein litauischer Forstwissenschaftler.

## Leben
1952 absolvierte Kenstavičius das Diplomstudium an der Fakultät für Waldwirtschaft der Lietuvos žemės ūkio akademija bei Kaunas und 1963 die Aspirantur am Forsttechnik-Institut Moskau. 1964 promovierte er an der Lietuvos žemės ūkio akademija über Forsttaxation zum Thema „Dalinės matuojamosios-perskaičiuojamosios taksacijos pritaikymas tvarkant LTSR miškus sklypiniu metodu“ zum Kandidaten der Agrarwissenschaften. 1988 habilitierte Kenstavičius am Forsttechnischen Institut Moskau zum Thema „Lietuvos TSR miškų tvarkymo dirvožeminiu-tipologiniu pagrindu teorija ir praktika“.
Von 1952 bis 1959 arbeitete Kenstavičius im Unternehmen „Miško projektas“, ab 1963 am Miškų institutas, von 1970 bis 1994 als Abteilungsleiter dieses Forstinstituts in Girionys. Von 1957 bis 1959 und von 1994 bis 1997 lehrte er an der Lietuvos žemės ūkio akademija sowie ab 1996 an der Lietuvos žemės ūkio universitetas, ab 1996 als Professor.
Von 1972 bis 1990 leitete Kenstavičius den Verein Lietuvos miškininkų draugija.

## Ehrung und Preise
- 1978: Verdienter Förster von LSSR
- 1985: Staatspreis von LSSR (mit anderen)